# 道の駅くんま水車の里
道の駅くんま水車の里（みちのえき くんますいしゃのさと）は、静岡県浜松市天竜区熊にある静岡県道9号天竜東栄線の道の駅である。
1988年（昭和63年）、村おこしとして「くんま水車の里」が竣工され、1995年（平成7年）4月11日、静岡県内で2番目に道の駅として登録された。なお「くんま」とは、当地区名「熊（くま）」の現地での読み方である。

## 歴史
1986年（昭和61年）、熊地区全戸加入の「熊地区活性化推進協議会」を組織し村おこしに着手し、1987年（昭和62年）「くんま水車の里」グループが女性を中心として誕生した。1988年（昭和63年）そばを中心とした農作物の加工・販売・体験の施設を設備し、地域の活性化に取組み、そのような活動が評価され、1989年（平成元年）度、農林水産祭（村づくり部門）において天皇杯を受賞した。1995年（平成7年）4月11日、静岡県内2番目となる道の駅として登録され、2000年（平成12年）静岡県の承認を受け、熊地区活性化推進協議会を発展解消し、特定非営利活動法人夢未来くんまとして道の駅の運営を始めた。道の駅くんま水車の里では、道の駅を中心として地域活性化に取り組んでおり、2012年（平成24年）特定非営利活動法人夢未来くんまが全国の地方新聞社と共同通信社が設けた「第2回地域再生大賞」を受賞し、2013年（平成25年）静岡県が設けた「ふじのくに美しく品格のある邑顕彰状」を受賞。2016年（平成28年）都市と農山村の共生・交流推進会議が設けた「オーライ!ニッポン大賞」を受賞した。

### 沿革
- 1986年（昭和61年） 熊地区活性化推進協議会を全戸加入により設立。
- 1987年（昭和62年） ふるさと活性化事業がスタート。農産物加工販売施設を建設。くんま水車の里グループが女性を中心に誕生。
- 1988年（昭和63年） 村おこし「くんま水車の里」竣工式。食事処（かあさんの店）オープン。交流施設（ふれあいの家）オープン。
- 1989年（平成元年） 第28回農林水産祭「むらづくり」部門で農林水産大臣賞・天皇杯を序章。
- 1991年（平成3年） かあさんの店増改築、こんにゃく、惣菜加工施設を建設。
- 1995年（平成7年） 静岡県で2番目に「くんま水車の里」が道の駅に認定される。
- 1998年（平成10年） くんま水車の里シンボルマークの決定。
- 1999年（平成11年） 熊平水辺の里オートキャンプ場オープン。
- 2000年（平成12年） 夢未来くんまが特定非営利活動法人として県より認証。
- 2001年（平成13年） 物産館「ぶらっと館」オープン。
- 2012年（平成24年） 全国の地方新聞社と共同通信社が設けた「第二回地域再生大賞」を受賞。
- 2013年（平成25年） 静岡県が設けた「ふじのくに美しく品格のある邑顕彰状を受賞。
- 2016年（平成28年） 都市と農産漁村の共生・交流推進会議が設けた「オーライ!ニッポン大賞」を受賞。

## 主な施設
- 駐車場くんま水車の里内の食事処かあさんの店
  - 普通車:50台
  - 大型車:3台
  - 身障者用 : 2台
- トイレ
  - 男:大 4器（2器）、小 6器（2器）
  - 女:3器（3器）
  - 身障者用:1器（1器）

※（）内は24時間使用可能

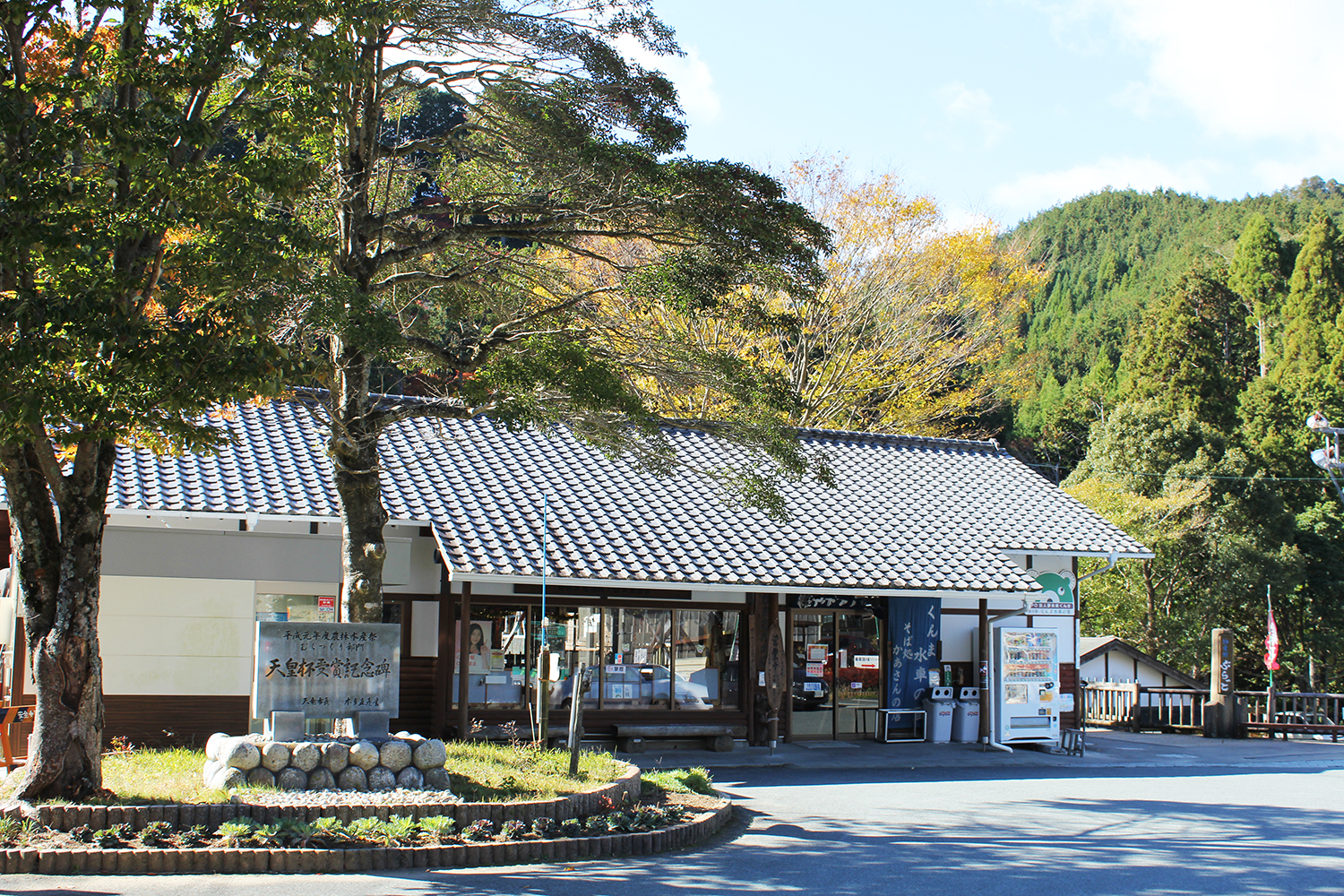
くんま水車の里内の食事処かあさんの店

- 食事処（かあさんの店）- 30年以上続くそば処の「かあさんの店」毎朝打った蕎麦を提供している。
- 物産館（ぶらっと館）- 水車の里で作った味噌や漬物等を販売している。木工製品や地元野菜も販売している。くんま水車の里内の物産館ぶらっと館
- ふれあいの家（そば打ち体験施設）

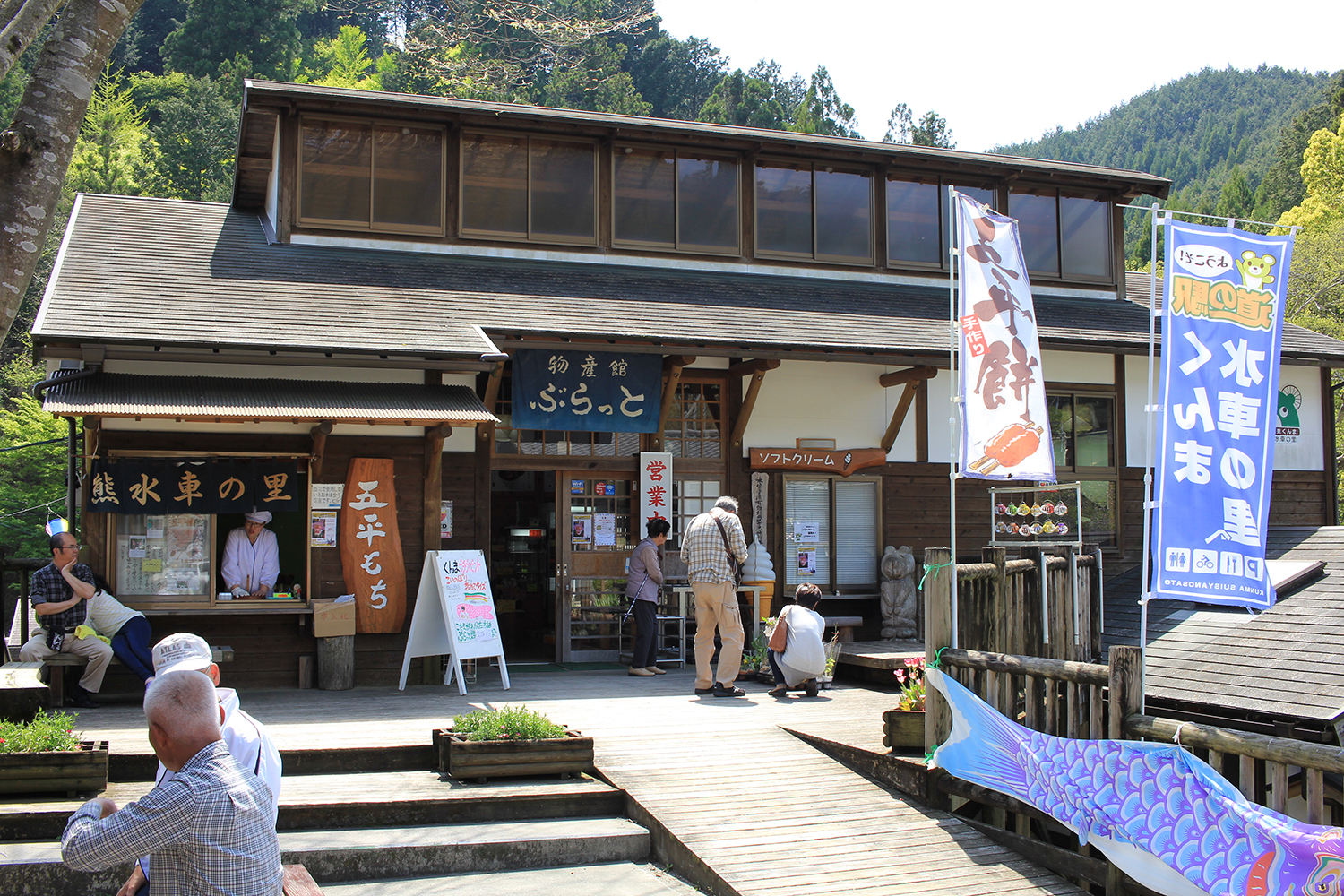
くんま水車の里内の物産館ぶらっと館

- 味噌・漬物加工施設- かあさんの店で使う蕎麦を毎日加工施設で打っている。
- こんにゃく加工施設- こんにゃく芋から加工し、くんま水車の里オリジナルこんにゃくを製造している。
- 水車小屋
- 情報コーナー

## 体験メニュー
そば打ち体験
ふれあいの家にてそば打ち体験を実施している。打った蕎麦は食事処かあさんの店にて食べることができる。
五平餅作り体験
伝統の五平餅作りを体験できる。味噌を付けた五平餅を炭火で焼き食べることができる。
こんにゃく作り体験
こんにゃく芋が取れる季節にこんにゃく作り体験ができる。作ったこんにゃくは持ち帰り可能。

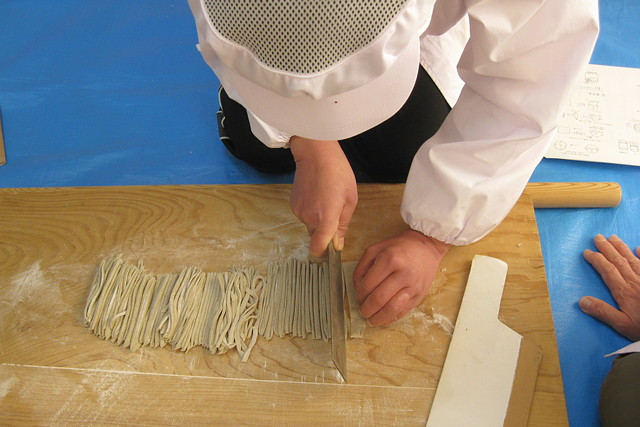
そば打ち体験の写真
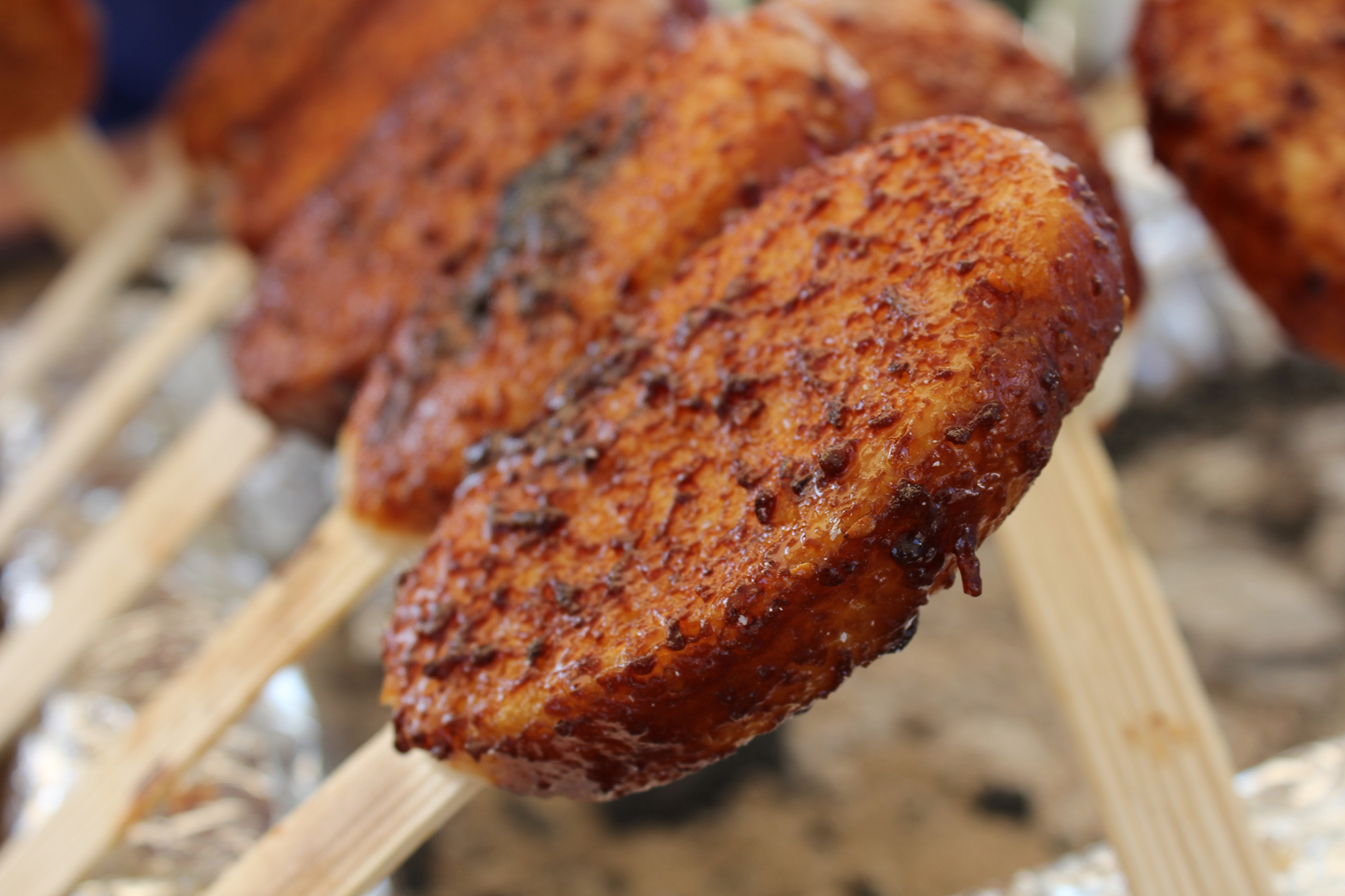
完成した五平餅
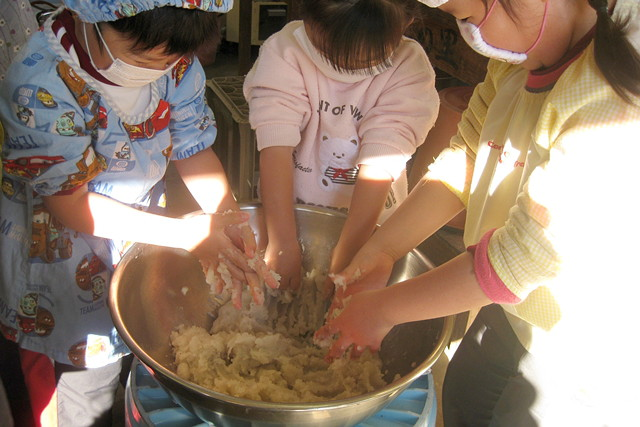
手作りによるこんにゃく作り

## 営業日
- 夏季 9:00 - 16:30（4月 - 9月）
- 冬季 9:00 - 16:00（10月 - 3月）

## 休館日
- 毎週木曜日（祝日の場合は営業、翌日休業）
- 12月28日  - 1月3日

## アクセス
- 乗用車
  - 静岡県道9号天竜東栄線 - 東名浜松ICより天竜方面へ30分 鹿島橋手前左折  県道9号を約30分 新東名浜松浜北ICより40分
  - 静岡県道295号横山熊線
  - 静岡県道296号熊小松天竜川停車場線
- バス
  - 浜松市天竜ふれあいバス阿多古線・石打線・坂野線「くんま水車の里」停留所下車。（遠鉄新浜松駅からは電車とバスで約1時間40分。東海道新幹線・JR東海道線・天浜線掛川駅からは電車とバスで約2時間。遠鉄・天浜線西鹿島駅からバスで約1時間。）
    - 天竜ふれあいバスは事前予約制での運行。また、阿多古線は平日のみ運行。石打線は月・木曜日、坂野線は火・金曜日のみの運行。各線ともに祝日と年末年始は運休。

## 周辺
- ヒラシロ遺跡
- 黒滝
- 大栗安の棚田
- くんまほたるの里
- 熊平オートキャンプ場
- 熊香苑（日本食レストラン）
- くんま遊楽亭あそびや・たべや（農家民宿）